# Comitatul Natrona, Wyoming
Comitatul Natrona, conform originalului din engleză,  Natrona County, este unul din cele 23 comitate ale statului american Wyoming.  Sediul comitatului este orașul Casper, al doilea oraș ca mărime a populației după Cheyenne, care este capitala statului Wyoming.

## Demografie
|  | Graficele sunt indisponibile din cauza unor probleme tehnice. Mai multe informații se găsesc la Phabricator și la wiki-ul MediaWiki. |

Date: Wikidata - grafică realizată de Wikipedia